# جبل أوتسايانثا
جبل أوتسايانثا، هو جبل يقع في جبال كاتسكيل بنيويورك شرق - جنوب شرق ستامفورد. تشمل الأسماء المختلفة جبل أوتسايانت وجبل أوتسايانثا وجبل أوتسايانثيا وجبل أوتسايانثيو. يقع جبل مكجريجور جنوب شرق جبل أوتسايانثا ويقع جبل تشرشل جنوب غرب البلاد.

## تاريخ
تم تسمية جبل أوتسايانثا نسبة لاسم أوتسايانثا، ابنة الزعيم أوبيواشا. وكان رئيس أوبيواشا رئيس ل لنب الهنود. أغرقت أوتسايانثا نفسها في بحيرة أوتسايانثا القريبة بعد أن رأت ابنها يغرق في البحيرة. في عام 1862 تم اكتشاف قبر على الجبل يعتقد أنه قبر أوتسايانثا. لا تزال هوية الشخص الموجود في القبر غير مثبتة حتى يومنا هذا.

## برج النار

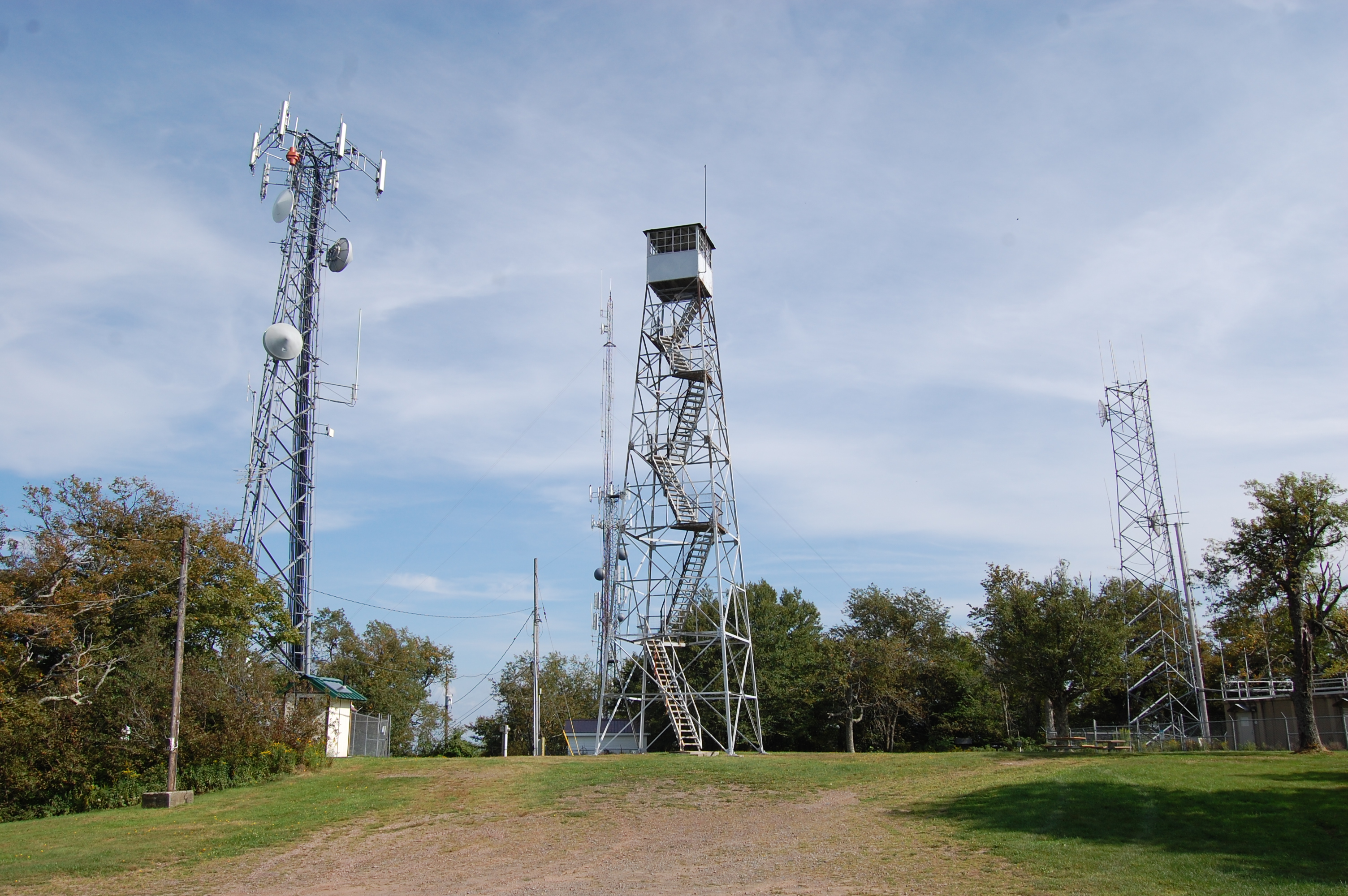
برج جبل أوتسايانثا

في عام 1889، اشترى مواطن بارز كان يعيش في قرية ستامفورد 20 أكر (0.031 ميل2) على قمة جبل أوتسايانثا. بعد شراء الأرض، قام ببناء منزل مراقبة من أربعة طوابق وسلم العقار للمدينة كمتنزه للاستخدام العام. في عام 1934، قامت وزارة حماية البيئة بولاية نيويورك ببناء برج بطول 60 قدم (18م) على القمة التي بنتها شركة مؤسسه المحرك. لا يزال البرج مفتوحًا للجمهور.